# O Noticiador
O Noticiador  foi um jornal brasileiro e o primeiro jornal editado em Rio Grande, fundado em 3 de janeiro de 1832.
Dirigido por Francisco Xavier Ferreira e redigido por ele, Guilherme José Correia e o padre Bernardo José Viegas, dava espaço amplo para as divergências políticas.
Inicialmente, o jornal circulava nas terças e sextas-feiras, sendo vendido por 80 réis. Junto ao título estava escrito Jornal político, literário e mercantil, sendo caracterizado pela postura política liberal de defesa da Independência do Brasil e denúncia das atividades dos restauradores e recolonizadores pró-Portugal. Era editado no Beco do Rasgado e a partir do número 21, na Rua Direita.
Com o passar do tempo foi progressivamente radicalizando em favor da causa farroupilha. Lutou pela consolidação da Independência do Brasil e foi um ferrenho opositor da Sociedade Militar.
Era de formato pequeno (29,3 cm por 19,3 cm), quatro páginas por edição e duas edições por semana, segunda e quarta-feira. A primeira página continha uma espécie de artigo de fundo, ao lado da matéria administrativa, decretos, legislação, notas, ofícios e, principalmente, justiça. Nas páginas centrais se publicava matérias políticas, artigos, debates, ciência, comentários gerais, inclusive transcrições de outros jornais. A última (4ª página) concluía com a divulgação de serviços, câmbio, preços, anúncios e variedades.
O periódico teve a duração de quatro anos, perdurou até o número 388, de 9 de fevereiro de 1836, já redigido em Porto Alegre,  quando o seu proprietário foi detido e enviado ao Rio de Janeiro, onde veio a falecer no calabouço da Fortaleza de Nossa Senhora da Conceição da Ilha de Villegagnon em 1838.
O Instituto Histórico e Geográfico do Rio Grande do Sul contém grande parte de seus números em seu acervo.